# Wuhan Open 2019
Il Wuhan Open 2019, conosciuto anche come Dongfeng Motor Wuhan Open 2019 per motivi di sponsorizzazione, è stato un torneo di tennis giocato sul cemento. È stata la 6ª edizione del Wuhan Open, che fa parte della categoria Premier 5 nell'ambito del WTA Tour 2019. Si è giocato all'Optics Valley International Tennis Center di Wuhan, in Cina, dal 22 al 28 settembre 2019.

## Partecipanti

### Teste di serie
| Nazionalità | Giocatrice           | Ranking* | Testa di serie |
| ----------- | -------------------- | -------- | -------------- |
| Australia   | Ashleigh Barty       | 1        | 1              |
| Rep. Ceca   | Karolína Plíšková    | 2        | 2              |
| Ucraina     | Elina Svitolina      | 3        | 3              |
| Romania     | Simona Halep         | 6        | 4              |
| Rep. Ceca   | Petra Kvitová        | 7        | 5              |
| Paesi Bassi | Kiki Bertens         | 8        | 6              |
| Svizzera    | Belinda Bencic       | 10       | 7              |
| Cina        | Wang Qiang           | 12       | 8              |
| Bielorussia | Aryna Sabalenka      | 13       | 9              |
| Stati Uniti | Sloane Stephens      | 14       | 10             |
| Germania    | Angelique Kerber     | 15       | 11             |
| Stati Uniti | Madison Keys         | 16       | 12             |
| Danimarca   | Caroline Wozniacki   | 17       | 13             |
| Lettonia    | Anastasija Sevastova | 18       | 14             |
| Stati Uniti | Sofia Kenin          | 20       | 15             |
| Croazia     | Donna Vekić          | 21       | 16             |

* Ranking al 16 settembre 2019

### Altre partecipanti
Le seguenti giocatrici hanno ricevuto una wild card per il tabellone principale:
- Peng Shuai
- Elena Rybakina
- Samantha Stosur
- Wang Xiyu
- Venus Williams

Le seguenti giocatrici sono passate dalle qualificazioni:

- Jennifer Brady
- Lauren Davis
- Kateryna Kozlova
- Veronika Kudermetova
- Svetlana Kuznecova
- Christina McHale
- Bernarda Pera
- Zhu Lin

Le seguenti giocatrici sono entrate in tabellone come lucky loser:
- Ons Jabeur
- Rebecca Peterson
- Tamara Zidanšek

### Ritiri
Prima del torneo
- Bianca Andreescu → sostituita da  Karolína Muchová
- Viktoryja Azaranka → sostituita da  Ons Jabeur
- Julia Görges → sostituita da  Kristina Mladenovic
- Madison Keys → sostituita da  Rebecca Peterson
- Anett Kontaveit → sostituita da  Camila Giorgi
- Karolína Muchová → sostituita da  Tamara Zidanšek
- Maria Sakkarī → sostituita da  Marie Bouzková
- Carla Suárez Navarro → sostituita da  Aljaksandra Sasnovič
- Lesja Curenko → sostituita da  Jessica Pegula
- Markéta Vondroušová → sostituita da  Wang Yafan
- Zheng Saisai → sostituita da  Polona Hercog

Durante il torneo
- Lauren Davis
- Camila Giorgi
- Julija Putinceva

## Campionesse

### Singolare
Aryna Sabalenka ha battuto in finale  Alison Riske con il punteggio di 6-3, 3-6, 6-1.
- È il sesto titolo in carriera per Sabalenka, il terzo della stagione.

### Doppio
Duan Yingying /  Veronika Kudermetova hanno battuto in finale  Elise Mertens /  Aryna Sabalenka con il punteggio di 7–6(3), 6-2.